# Sant'Antonio di Gallura
Sant'Antonio di Gallura là một đô thị ở tỉnh Sassari trong vùng Sardegna, có khoảng cách khoảng 200 km về phía bắc của Cagliari và cách khoảng 20 km về phía tây bắc của Olbia. Sant'Antonio di Gallura giáp các đô thị: Arzachena, Calangianus, Luras, Olbia, Telti.